# دوزخ (اسطوره‌شناسی ایرانی)
دوزخ (انگلیسی: Duzakh) در اسطوره‌شناسی ایرانی این واژه در dao‘aη úha- زبان اوستایی و dušox زبان فارسی میانه بود. دوزخ
دوزخ در مزدیسنا چاه آب عمیق و ترسناک توصیف شده است زیرا تاریک و متعفن و بسیار باریک است. کوچک‌ترین موجودات مضر در آن به بزرگی کوه است و همگی روح افراد لعنتی را می‌بلعند و نابود می‌کنند.
وحشتناک‌ترین مجازات‌ها و شکنجه‌ها مطابق با گناهانی که توسط لعنت شدگان انجام می‌شود، اتفاق می‌افتد. تأکید زیادی بر جنایات جنسی، بلکه بر سایر اعمالی که اخلاق مزدیسنا آن را تأیید نمی‌کند، وجود دارد.
دوزخ اولاً محل سکونت اهریمن، شیاطین و دروجس (اشه) (فریب، دروغ) است. همه بلاهای جوی با آن همراه است: برف، سرما، تگرگ، باران، گرمای سوزان و غیره.
دوزخ به عنوان کلمه ای برای جهنم در بسیاری از زبان‌ها از جمله زبان‌های کردی، زبان ترکمنی، زبان ازبکی و زبان اردو استفاده می‌شود.